# Provinz Mutsu
Mutsu (jap. 陸奥国, Mutsu no kuni) oder Ōshū (奥州) war eine der historischen Provinzen Japans, die das Gebiet der heutigen Präfekturen Fukushima, Miyagi, Iwate und Aomori sowie die Städte Kazuno und Kosaka in der Präfektur Akita umfasste.
Ursprünglich hieß die Provinz Michi-no-oku (道奥国, - no kuni, dt. etwa: „Ende des Weges“) und bis zur Heian-Zeit Michi-no-ku (陸奥国, - no kuni, dt. etwa: „Ende des Festlandes“).
Im 8. Jahrhundert war sie mit 186.000 Einwohnern die zweitbevölkerungsreichste Provinz Japans. Die historische Hauptstadt (kokufu) war Tagajō.
Mutsu im nördlichen Honshū war eine der letzten Provinzen, die gebildet wurden, als das Land den einheimischen Ainu genommen wurde. Sie wurde mit zunehmender Expansion nach Norden eine der größten Japans. Die alte Hauptstadt befand sich in der modernen Präfektur Miyagi. In der Sengoku-Zeit regierten verschiedene Familien einzelne Teile der Provinz. Die Uesugi hatten eine Burg in Aizu-Wakamatsu im Süden, die Nambu bei Morioka im Norden und Date Masamune, ein enger Verbündeter der Tokugawa, gründete Sendai, heute die größte Stadt der Region Tohoku.
Am 19. Januar 1869 (Meiji 1/12/7) wurden 4 andere Provinzen aus Teilen von Mutsu geschaffen: Provinz Rikuchū (dt. „Mittel-Mutsu“), Provinz Rikuzen (dt. „Vorder-Mutsu“), sowie Provinz Iwaki und Provinz Iwashiro die beide nach historischen Vorgängern benannt wurden. Zur Unterscheidung von der alten Provinz Mutsu wurden die Schriftzeichen des neuen kleineren Mutsu analog als Rikuō gelesen. Außerhalb von amtlichen Dokumenten setzte sich diese Lesung jedoch nicht durch.

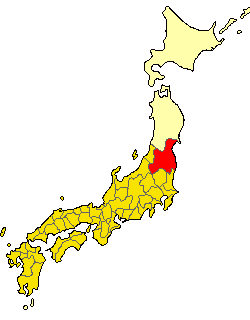
Provinz Mutsu vom Ende des 7. Jahrhunderts bis 712
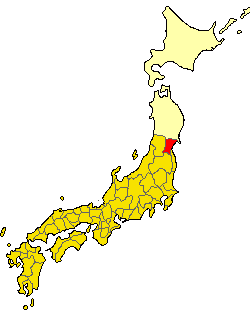
Provinz Mutsu 718 nach der Abtrennung der Provinzen Iwase im Südwesten und Iwaki im Südosten
Provinz Mutsu bis 1868
Provinz Mutsu/Rikuō ab 1869